# Château de la Montchevalleraie

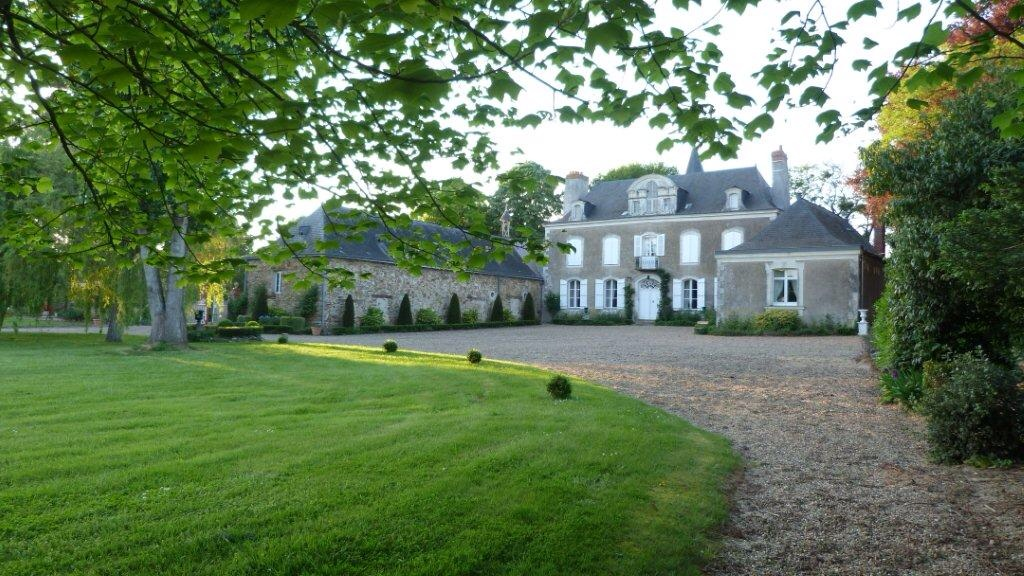
Façade principale du château de La Montchevalleraie, Anjou

Le château de La Montchevalleraie est un château français situé dans la commune nouvelle de Segré-en-Anjou-Bleu (commune déléguée d'Aviré en Anjou) (Maine-et-Loire). Il a été édifié à partir de 1780.

## Description architecturale
Selon l'Inventaire général du patrimoine culturel, le château de La Montchevalleraie est construit en schiste et moellons sur un plan régulier en U. Sur sa façade sud, une lucarne complexe présente les caractères d’une serlienne inscrite dans un fronton en plein cintre.

## Les Jardins
Le parc et les jardins s'étendent sur plus de 6 hectares. Ils sont inventoriés par le conseil départemental de Maine-et-Loire au titre de l'Étude de valorisation des parcs et jardins de l’Anjou et le comité des Parcs et Jardins de France. De nombreuses essences d'arbres sont présentes dans le parc et les jardins de La Montchevalleraie. Entre autres arbres remarquables, on remarque des séquoias géants et des Sequoia sempervirens, des platanes, mélèzes, marronniers à fleurs roses (Aesculus carnea), tulipiers de Virginie (Liriodendron tulipifera), chênes verts (Quercus ilex), catalpas (Catalpa bignonioides), pins sylvestres (Pinus sylvestris), cèdres de l'Himalaya (Cedrus deodara).

## Protection et Label
Le château a reçu le label Patrimoine historique VMF (vieilles maisons françaises) en 2013,.

## Art contemporain
En 2019 est inauguré un parcours d’art contemporain réalisé par le sculpteur Jimmix, connu pour ses réalisations monumentales au Hellfest de Clisson. 

## Personnalités
Marcel LAMY, ancien directeur du théâtre du châtelet à paris, recevait régulièrement à La Montchevalleraie le célèbre chanteur d’operettes luis Mariano. Des articles de presse de l’époque relatent les mémorables anniversaires de la vedette à Avire